# Герб на Полша
Гербът на Полша е националният символ на Република Полша. Изображението представлява бял орел, златни нокти и клюн в златна корона на червен фон.
Съвременният вид на герба е утвърден от Полската конституция (1997 г.).

## История
Неговата архетип е династичен герб на Пясти.